# Aleksandrovsky (huyện của Orenburg)
Huyện Aleksandrovsky (tiếng Nga: ? райо́н) là một huyện hành chính tự quản (raion), của Tỉnh Orenburg, Nga. Huyện có diện tích 2985 kilômét vuông. Trung tâm của huyện đóng ở Aleksandrovka.